# Nyang’oma Kogelo
Nyang'oma-Kogelo est un village du Kenya situé, près de l'équateur, 60 kilomètres à l'ouest de Kisumu dans le comté de Siaya et plus précisément dans  le district d'Alego et dans la circonscription électorale d'Alego sud (« South Alego »). Il est peuplé d'environ 4 000 habitants, essentiellement, de la tribu des Luo.

## Renommée
Le village est le berceau de la famille paternelle de Barack Obama Jr., le 44e président des États-Unis.
C'est là que son père Barack Obama Sr. a grandi, élevé par Sarah Onyango, la 3e épouse de son grand-père. C'est également là que son père est enterré, dans la propriété familiale selon l'usage des Luo. Ces derniers appellent affectueusement Sarah Onyango Obama « dani Sarah » (« grand-mère Sarah »), tandis que le monde anglophone l'appelle « Mama Sarah »
En 2009, le gouvernement kényan a inscrit le village comme « site du patrimoine national ».

## Climat
Selon la classification de Köppen, le climat de Nyang'oma-Kogelo est de type Aw.
- Températures : les moyennes les plus basses se situent entre 17 et 19 °C et les plus élevées entre 27 et 29 °C. Les minimums nocturnes enregistrés surviennent en août et septembre avec de températures de l'ordre de 12 °C. Les maximums diurnes peuvent monter jusqu'à 37 °C entre décembre et avril.
- Pluviométrie : la saison des pluies est située entre mars et mai avec un maximum de précipitations mensuelles d'environ 200 mm en avril. Une petite saison pluvieuse survient en novembre et décembre avec une moyenne de 100 mm et un maximum de 140 mm. Cette mini saison pluvieuse est suivie, en janvier, du mois le plus sec avec des précipitations moyennes de 48 mm et maximales de 79 mm[4],[5].

## Transport
Nyang'oma-Kogelo est uniquement desservi par la piste C28 partiellement empierrée en provenance du village de Ng’iya au nord, et en terre battue en provenance du village de Ndori-Ramba au sud et en prenant compte, alors, du passage de la rivière Yala sur un pont précaire datant de 1930.

## Structure urbaine

### Habitat
Deux types de constructions se partagent le paysage :
- L'habitat ancien du type ber gi dala (en luo, littéralement « c'est bon pour le domicile familial », autrement dit, « home sweet home ») sur base d'une ossature à bois courts close de boue séchée et couvert d'un toit de chaume est bien représenté[8].
- Les maisons plus récentes sont construites aussi à partir d'une ossature en bois close de boue séchée ou parfois érigées en blocs de béton ou en briques, avec un toit en tôle ondulée.

### Commodités
Le village ne comporte ni système d'approvisionnement en eau potable publique ni système collectif d'évacuation des eaux usées. L'eau de consommation est puisée soit dans des réservoirs individuels d'eau de pluie protégés contre les moustiques et autres insectes soit dans la rivière Yala située à 2,5 km. Les sanitaires sont constitués d'une latrine à fosse simple séparée du bâtiment principal, les eaux usées sont versées à même le sol tandis que les déchets solides sont, soit vidés en puits d'enfouissement, soit incinérées.
L'électricité a été installée en hâte par la Kenya Power and Lighting Company en novembre 2008.

### Établissements éducatifs et hospitaliers
- Une école d'enseignement primaire, la Senator Obama Primary School.
- Une école d'enseignement secondaire, la Senator Obama Secondary School.

Les terrains sur lesquels sont bâties ces écoles avaient été offerts par Barack Obama Sr.
- La construction d'un ensemble comprenant une bibliothèque et un centre culturel qui aura pour nom Dero Kogelo (« grenier de Kogelo » en luo) est en projet[10] ainsi que la construction d'un musée[11],[12]
- Un centre médico-social sans gros moyens, le Kogelo Dispensary.

### Cultes
L'Église adventiste du septième jour rend ses offices religieux dans une chapelle et tente, sans succès jusqu'à présent, de convertir Sarah Onyango Obama qui est de confession musulmane,.
Le mouvement animiste Legio Maria est fort présent dans la région.

### Sécurité
Un poste de police a été construit en novembre 2008.

## Activités

### Commerce
Il existe un petit centre commercial avec quelques commerces de proximité dont une taverne servant aussi des plats régionaux.
Cependant, si l'afflux de touristes, depuis l'élection de Barack Obama Jr., perdure, le centre de la petite agglomération devrait rapidement se transformer. D'autant plus que de nombreux investisseurs (Kényans et étrangers) se pressent pour acheter des terrains aussi proches que possible du village, mais sans réelle certitude sur la destination finale de l'achat et avec pour conséquence de réduire les emplacements de culture et de pâture.

### Agriculture
- Horticulture : Principalement la banane, la patate douce, la tomate, l'oignon et le tournesol.
- Culture maraichère : Beaucoup d'habitants du village et des environs cultivent leur propre terrain, principalement pour leur consommation personnelle. Les cultures prédominantes sont le maïs blanc pour la confection de l'ugali; le chou blanc ou le chou frisé et la tomate.
- Élevage : Nombre d'habitants possèdent quelques vaches et des poules. Une partie de leur production laitière est transportée vers les petites laiteries artisanales mais la production est largement en déficit par rapport à la demande locale.

## Politique et administration
Administration :
- conseiller municipal : Julius Okeyo Omedo depuis 2008 - parti : ODM ;
- chef de sous-district : James Ojwang' Obalo depuis 2008[15]

Politique :
- parti au pouvoir : Orange Democratic Movement (ODM) ;
- représentant au Parlement national (MP) pour les 5 circonscriptions électorales d'Alego : Monsieur Edwin Ochieng Yinda depuis 2008 - parti : ODM